# Weiding (Cham)
Weiding (Landkreis Cham) este o comună din landul Bavaria, Germania.

### Date geografice și demografice
Comuna este situată între orașele: Cham, Furth im Wald, Bad Kötzting și Waldmünchen și este alcatuită din satele: Dalking, Döbersing, Friedendorf, Gschieß, Haid, Maiering, Neumühlen, Pinzing, Reisach, Rettenhof, Steinach, Walting, Weiding și Zelz.